# Чекалина Слобода
Чекалина Слобода (Чекалина, Чекалино) — деревня в Дубровском районе Брянской области, в составе Дубровского городского поселения. Расположена в 7 км к северу от посёлка городского типа Дубровка.

## История
Упоминается с XVIII века; также называлась Немерь (Немер) — по реке Немерь (Немерка), на которой стоит и другая деревня Немерь.
Первоначально входила в Брянский уезд; с 1776 по 1929 год в Рославльском уезде Смоленской губернии (с 1861 — в составе Радичской волости, в 1924—1929 в Сещинской волости); с 1929 в Дубровском районе. До 1959 в Радичском сельсовете, в 1959—2005 в Немерском сельсовете.